# パパ行ってらっしゃい
『パパ行ってらっしゃい』（パパいってらっしゃい）は、ラジオ東京（東京放送ラジオ）で1951年から1960年代にかけて放送された朝のラジオドラマである。脚本は高垣葵。

## 概要
小沢昭一と中村メイコの2人によるラジオドラマで、小沢がサラリーマン、中村はそのサラリーマンの夫人や子供の役を演じたものである。小沢が後に『小沢昭一の小沢昭一的こころ』で、この番組は早朝番組で「時計代わりにこの番組を聴いた人も少なからずいた」と語った。また、当時は小沢と中村は多忙であったため、同時に生放送か録音で競演できない場合は、スケジュールの都合の付いたときにそれぞれ別々に録音を取って、それをつなぎ合わせたこともあったという。

## 放送時間
1963年3月時点、1966年4月時点では月曜日から土曜日までの朝7時20分から10分間放送。

## オープニングテーマ曲
オープニング曲の曲名は、番組名「パパ行ってらっしゃい」が順当と思われる。
しかし、JASRAC の　作品データ検索サービス　にて　タイトルを　「パパ行ってらっしゃい」および「パパいってらっしゃい」で該当なし。権利者名を「中村メイコ」および「神津善行」にて検索したが、該当するものは見つけられなかった。
権利登録がないのか、オープニングテーマ曲のタイトルが番組タイトル「パパ行ってらっしゃい」とは異なるのか、明確にできず。

## アーカイブ
放送ライブラリーにて1962年6月1日放送分が公開されている。